# یواس‌اس هوما (وای‌تی‌بی-۸۱۱)
یواس‌اس هوما (وای‌تی‌بی-۸۱۱) (به انگلیسی: USS Houma (YTB-811)) یک کشتی بود که طول آن ۱۰۹ فوت (۳۳ متر) بود. این کشتی در سال ۱۹۷۱ ساخته شد.